# Pyrrhia stupenda
Pyrrhia stupenda là một loài bướm đêm trong họ Noctuidae.